# Lægebaldrian
Lægebaldrian (Valeriana officinalis, forekommer også skrevet læge-baldrian), er en 30-150 centimeter høj urt, der i Danmark vokser i skove, grøfter og enge. Den ligner hyldebladet baldrian, men blomstens kronrør er kun op til 4 millimeter langt. Desuden er de fjersnitdelte blades endeafsnit ikke bredere end sideafsnittene. Planten og især jordstænglen indeholder flere aktive stoffer.

## Beskrivelse
Lægebaldrian er en flerårig, urteagtig plante med opret vækst. Stænglen er ugrenet, svagt furet og glat. Bladene er fjersnitdelte med 11-23 afsnit, hvor det yderste afsnit har samme bredde som de øvrige (sammenlign med hyldebladet baldrian). De nederste blade er stilkede, mens de øverste er ustilkede. Afsnittene er ovale eller lancetformede og helrandede eller uensartet savtakkede. Oversiden er mørkegrøn, mens undersiden er lysegrøn.
Blomstringen foregår i juli-august, hvor man finder blomsterne samlet i endestillede kvaste, der tilsammen danner halvskærmagtige stande. Blomsterne er regelmæssige og 5-tallige med sammenvokset kronrør og lyserøde til hvide flige. Frugterne er nødder med det omdannede bæger som fnok.
Rodsystemet består af en jordstængel og et stort antal trævlerødder.
Højde x bredde og årlig tilvækst: 1,75 x 0,30 m (175 x 30 cm/år).

## Voksested
Arten er naturligt udbredt i Lilleasien, Kaukasus, Iran, Centralasien, Sibirien og Østasien samt Europa, herunder Danmark. Her forekommer den dog kun spredt i den østlige del og mangler i Vest- og Nordjylland.
Planten findes på skyggede eller lysåbne steder med fugtig til våd eller oversvømmet bund. Ofte ses den på enge eller langs vandløb.
I moserne på Malham Tarn, et nationalt naturreservat, som ligger 20 kilometer nordvest for Skipton i Yorkshire Pennines, vokser arten sammen med bl.a. angelik, almindelig mjødurt, almindelig syre, bukkeblad, djævelsbid, dyndpadderok, engkabbeleje, kragefod, rørgræs, trævlekrone og vandmynte

## Aktive stoffer
Planten og især jordstænglen indeholder flere aktive stoffer, blandt andet en æterisk olie, der sammen med valerensyre og isovaleriansyre fremkalder den meget gennemtrængende lugt, som er typisk for baldrian. Desuden indeholder planten valepotriat og flere alkaloider.
Baldrianoliens indhold varierer betydeligt i forhold til sorten, plantens alder og høsttidspunktet: De vigtigste bestanddele for sorten 'Select' er valerenal, bornylacetat, 15-acetoxyvaleranon, valerensyre og kamfer, mens sorten 'Anthose' indeholder valerenal, bornylacetat, α-humulen, kamfer, 15-acetoxyvaleranon og valerensyre. Med større alder hos planten stiger indholdet af valerenal, valerensyre og α-humulen.
Olien fra 'Select' har kraftig antibiotisk virkning over for skimmelsvampen Aspergillus niger, bakterierne Escherichia coli, Staphylococcus aureus og gærsvampen Saccharomyces cerevisiae, mens 'Anthose' har lav eller ingen virkning mod testmikroorganismerne, herunder Pseudomonas aeruginosa. 
| Portal | Portal:Botanik |

## Note
1. ↑  E. A. Cooper og M. C. E. Proctor: The Vegetation of Malham Tarn Moss and Fens Arkiveret 15. december 2010 hos  Wayback Machine (engelsk)
2. ↑  Wudeneh Letchamo, William Ward, Brooks Heard og Denise Heard: Essential Oil of Valeriana officinalis L. Cultivars and Their Antimicrobial Activity As Influenced by Harvesting Time under Commercial Organic Cultivation i Journal of Agricultural and Food Chemistry, 2004, 52 (12) side 3915–3919 (engelsk)